# Ostgut Ton
Ostgut Ton ist ein Berliner Techno-Label.
Das Label wurde 2005 von DJ Nick Höppner für Künstler im Umfeld des Clubs Berghain gegründet. Der Name spielt auf den Vorgängerclub Ostgut an. A.J. Samuels war der Labelmanager, der Vertrieb der Tonträger wurde von der Kölner Firma Kompakt-Distribution übernommen.
Neben den Einzelwerken gibt es die Kompilationen Panorama Bar und Berghain, welche das Soundkonzept der jeweiligen Areale des Clubs widerspiegeln.

## Künstler (Auswahl)
- André Galluzzi
- Shed
- Marcel Dettmann
- Ben Klock
- Etapp Kyle
- Tama Sumo
- Âme
- Function
- James Ruskin
- Len Faki
- Luke Slater
- Nick Höppner
- Paul Brtschitsch
- Prosumer
- Steffi
- Virginia